# Monteparano
Monteparano es una localidad y comune italiana de la provincia de Tarento, región de Apulia, con 2.385 habitantes.

## Evolución demográfica
| Gráfica de evolución demográfica de Monteparano entre 1861 y 2001 |
|                                                                   |
| Fuente ISTAT - elaboración gráfica de Wikipedia                   |